# فرانك تشو
فرانك تشو (بالإنجليزية: Frank Cho)‏ هو كاتب أمريكي، ولد في 2 ديسمبر 1971 في سول في كوريا الجنوبية.

## وصلات خارجية
- الموقع الرسمي